# لاک (مجارستان)
لاک (به مجاری:  Lak) یک شهرداری در مجارستان است که در ناحیه ادلنی واقع شده‌است. لاک ۱۹٫۷۶ کیلومتر مربع مساحت و ۶۲۵ نفر جمعیت دارد.